# Man Caves
Man Caves es un reality show estadounidense en el que en cada episodio los conductores del programa, Tony Siragusa y Jason Cameron, visitan a un hombre que busca transformar algún espacio de su casa en una man cave. Dicho espacio siempre es orientado al gusto particular del visitado. Emitido originalmente por la cadena DIY Network, en Estados Unidos.

## Temporadas
| Temporada | Estreno                  | Final                    | Capítulos | Participantes famosos        |
| --------- | ------------------------ | ------------------------ | --------- | ---------------------------- |
| 1         | 16 de junio de 2007      | 27 de febrero de 2008    | 13        | Snoop Dogg                   |
| 2         | 7 de octubre de 2008     | 19 de marzo de 2009      | 13        | Artie Lange, Gary Dell'Abate |
| 3         | 26 de mayo de 2009       | 20 de junio de 2009      | 13        | Rainn Wilson                 |
| 4         | 29 de septiembre de 2009 | 26 de marzo de 2010      | 13        | Duff Goldman                 |
| 5         | 10 de junio de 2010      | 10 de septiembre de 2010 | 13        | Jimmie Johnson               |
| 6         | 1 de octubre de 2010     | 25 de febrero de 2011    | 11        |                              |
| 7         | 6 de mayo de 2011        | 24 de junio de 2011      | 9         |                              |
| 8         | 24 de julio de 2011      | 20 de enero de 2012      | 13        |                              |
| 9         | 13 de enero de 2012      | 19 de octubre de 2012    | 9         | Bert Kreischer, Renzo Gracie |
| 10        |                          |                          | 12        | Kris Humphries               |
| 11        |                          |                          | 11        | Charles Kelley               |
| 12        |                          |                          | 10        | Chris Kluwe, Kevin Smith     |
| 13        |                          |                          | 10        | Jeff Ross, Kevin Jonas       |

## Participantes famosos
Algunas de las personalidades destacadas que protagonizaron un capítulo fueron: Snoop Dogg, Rainn Wilson, Charlie Sheen, Duff Goldman, Kevin Smith, Kris Humphries, y Nolan Ryan, entre otros.